# Prudence Liew
Prudence Liew Mei-Gwan (n. 10 de noviembre de 1964) es una actriz, cantante, presentadora de televisión y productora de cine hongkonesa. Ella ha grabado en total 15 álbumes discográficos y ha participado en numerosas películas.

## Carrera
Liew nació en Hong Kong. A la edad de ocho años, ella comenzó en participar en cortes comerciales de televisión. En 1986, mientras trabajaba como productora de cine, Liew empezó a dedicarse a la música interpretando una canción del tema principal de una película. Su canción titulada, "Midnight Love", fue una de las más difundidas y escuchadas en las principales estaciones de radio de Hong Kong y rápidamente fue considerada como la artista emblemática. En diciembre de 1986, lanzó su primer álbum debut homónimo con excelentes críticas y con unas ventas altas. Su álbum vendió más de 500.000 copias y fue certificado con un disco de platino 10x, por el IFPI. Liew todavía mantiene el récord en la mayoría de sus discos más vendidos como artista local que debutó para ese álbum. También ganó otros dos premios como Disco del Año del "Top 10 Gold Songs" y "Jade Solid Gold Top 10" en 1987. El primer sencillo de su álbum, "The Last Night", es un cover de la canción titulada "You're a Woman", perteneciente al grupo alemán Bad Boys Blue.
Además de la música, Liew también ha participado en numerosas películas y series de televisión como actriz. En 1988, fue nominada para los Premios de Cine como la mejor actriz de reparto en la película "Law or Justice".
Entre 1986 y 1995, Liew ha lanzado 11 álbumes de estudio bajo los sellos actuales, como BMG Music en 1989 y Columbia Records entre 1992 y 1995.

## Discografía

### Álbumes de estudio
| Año                                                                           | Detalles del álbum | Posiciones en los chart | Posiciones en los chart | Certifications (Certificación) |
| Año                                                                           | Detalles del álbum | HK                      | TW                      | Certifications (Certificación) |
| ----------------------------------------------------------------------------- | --- | ----------------------- | ----------------------- | ------------------------------ |
| 1986                                                                          | 劉美君 Prudence Liew - Lanzamiento: 23 de diciembre de 1986 - Discográfica: Current Records (#280001) - Formatos: CD, CS, LP                                         | 1                       | —                       | - HK: 10× Platinum             |
| 1987                                                                          | 點解 Why - Lanzamiento: 1987 - Discográfica: Current Records (#280005) - Formatos: CD, CS, LP                                                                        | 1                       | —                       | - HK: 6× Platinum              |
| 1988                                                                          | 公子多情 Loving Prince - Lanzamiento: 1988 - Discográfica: Current Records (#280012) - Formatos: CD, CS, LP                                                          | 1                       | —                       | - HK: Platinum                 |
| 1989                                                                          | 笑說 Jokingly Saying - Lanzamiento: 20 de octubre de 1989 - Discográfica: BMG Pacific/Current Records (#280017) - Formatos: CD, CS, LP                               | 1                       | —                       | - HK: Platinum                 |
| 1990                                                                          | 赤裸感覺 The Naked Feeling - Lanzamiento: 1990 - Discográfica: BMG Pacific/Current Records (#280038) - Formatos: CD, CS, LP                                          | 3                       | —                       | - HK: Gold                     |
| 1990                                                                          | 依依 Linger - Lanzamiento: 1990 - Discográfica: BMG Pacific/Current Records (#280046) - Formatos: CD, CS, LP                                                         | 5                       | —                       |                                |
| 1991                                                                          | 聽我細訴 Listen to Me - Lanzamiento: 5 de mayo de 1991 - Discográfica: BMG Pacific/Current Records (#280058) - Formatos: CD, CS, LP                                  | 8                       | —                       |                                |
| 1992                                                                          | 不再娃娃 Not a Little Girl Anymore - Lanzamiento: 1992 - Discográfica: Columbia Records (SML 6012) - Formatos: CD, CS                                                | 7                       | —                       |                                |
| 1992                                                                          | 秋心 Autumn Heart - Lanzamiento: 19 de octubre de 1992 - Discográfica: Columbia Records (SML 6017) - Formatos: CD, CS                                                | —                       | —                       |                                |
| 1993                                                                          | 被你縱壞 Spoiled By You - Lanzamiento: 1993 - Discográfica: Columbia Records (SML 6024) - Formatos: CD, CS                                                           | —                       | —                       |                                |
| 1994                                                                          | 夜有所思，日有所夢 Thoughts in the Night, Dreams During the Day - Lanzamiento: 1 de diciembre de 1994 - Discográfica: Columbia Records (SML 6037) - Formatos: CD, CS | —                       | —                       |                                |
| 2000                                                                          | 愛自己 Love Yourself - Lanzamiento: 1 de mayo de 2000 - Discográfica: Rock Records (RD-1543) - Formatos: CD, Digital download                                        | —                       | 10                      |                                |
| 2009                                                                          | The Queen of Hardships - Lanzamiento: 22 de octubre de 2009 - Discográfica: Cinepoly Records (#2722469) - Formatos: CD, Digital download                             | 1                       | —                       |                                |
| 2011                                                                          | Love Addict - Lanzamiento: 17 de junio de 2011 - Discográfica: Cinepoly Records (#8899758) - Formatos: CD, Digital download                                          | 1                       | —                       |                                |
| 2012                                                                          | 偷 Stolen Moments - Lanzamiento: 6 de julio de 2012 - Discográfica: Cinepoly Records (#8898391) - Formatos: CD, Digital download                                     | 2                       | —                       |                                |
| "—" denotes releases that did not chart or were not released in that country. | |                         |                         |                                |

### Álbum en vivo
| Año  | Detalles del álbum | Posiciones en los chat |
| Año  | Detalles del álbum | HK                     |
| ---- | --- | ---------------------- |
| 2008 | 大開色界演唱會 Opening the Sexual Boundaries Concert CD - Lanzamiento: 29 de mayo de 2008 - Discográfica: Cinepoly Records (#1774906) - Formatos: CD | 11                     |

### Copilación en los álbumes
| Año       | Detalles del álbum | Posiciones en los chart |
| Año       | Detalles del álbum | HK                      |
| --------- | --- | ----------------------- |
| 1988      | Hit Mix - Lanzamiento: 1988 - Discográfica: Current Records (#280020) - Formatos: CD, CS, LP                                                                         | -                       |
| 1989      | Remixes - Lanzamiento: 1989 - Discográfica: Current Records (#280030) - Formatos: CD, CS, LP                                                                         | -                       |
| 1990-1991 | Love & Passion / Love & Passion 2 - Lanzamiento: 1990 (Love & Passion) / 1991 (Love & Passion 2) - Discográfica: BMG Pacific (#280056/280073) - Formatos: CD, CS, LP | -                       |
| 1991      | 香港情 / 香港情未了 Hong Kong Love / Hong Kong Love Continued - Lanzamiento: 1991 - Discográfica: BMG Pacific (#280074/280076) - Formatos: CD, CS, LP                | -                       |
| 2008      | 大開色界 (新曲+精選) Opening the Sexual Boundaries - Lanzamiento: 11 de abril de 2008 - Discográfica: Cinepoly Records (#1765930) - Formatos: CD, Digital download   | 1                       |

## Filmografía

### Imágenes en movimiento
| Año  | Título                                 | Personaje       | Premios |
| ---- | -------------------------------------- | --------------- | --- |
| 1983 | 毀滅號地車 On the Wrong Track          | Sze             | |
| 1986 | 猛鬼學堂 The Haunted Cop Shop II       | Miss Spiritual  | |
| 1988 | 法中情 Law or Justice                  | Ling Shan-shan  | Nominated - Hong Kong Film Award for Best Supporting Actress                                                                                 |
| 2008 | 我不賣身．我賣子宮 True Women For Sale | Lai Chung-chung | Golden Horse Award for Best Actress Ming Pao Weekly Magazine Award for Outstanding Actress Nominated - Hong Kong Film Award for Best Actress |
| 2010 | 72家租客 72 Tenants of Prosperity      | Hung            | |
| 2012 | 起勢搖滾 Lives in Flames               |                 | |

### Como actriz de televisión
- 1989 奪命情人 The Killing Lover  ( TVB TV movie co-starring Leon Lai )
- 1992 我為錢狂 Source of Evil  ( TVB series co-starring Anita Yuen )
- 2000 妳想的愛 Anything But Him  ( ATV series co-starring Amy Chan )
- 2014 To Be or Not to Be (HKTV)

### Como presentadora de televisión
- 2009-2010 超級巨聲 The Voice - Season 1 (TVB)
- 2011 亞洲星光大道 Asian Millionstar - Season 4 Regular Judge (ATV)